# 일본 지역 리그
지역 리그(일본어: 地域リーグ, 치키 리그)는 일본 풋볼 리그와 도도부현 리그 사이에 위치하는 사회인 축구 리그이다. 일본의 축구 리그 시스템에서 5, 6부에 해당한다. 전국을 9개의 구역으로 나누어 각 지역에서 리그를 치른다.

## 개요

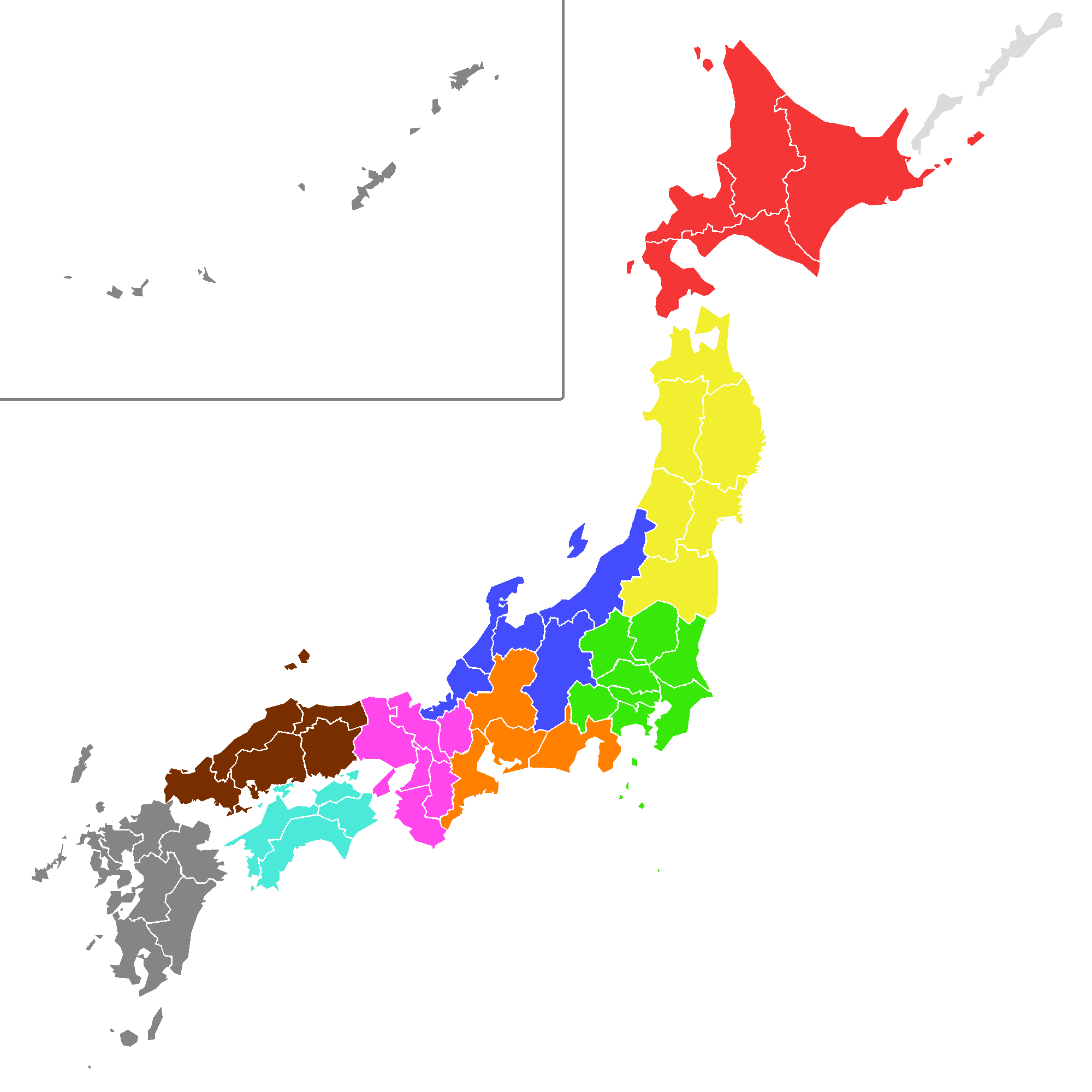
홋카이도
도호쿠
간토
호쿠신에쓰
도카이
간사이
주고쿠
시코쿠
규슈

전통적으로 일본은 전국을 8개 지역으로 나누곤 하였으나, 지역 리그에서는 주부 지방을 호쿠신에쓰 지방과 도카이 지방으로 분할하여 9개의 지역으로 나누었다.
모든 각 지역 리그의 우승 팀들은 그 해 말 열리는 전국 지역 축구 리그 결승 대회에 참가하게 되고, 상위 두 팀이 일본 풋볼 리그로 승격한다. 꼭 우승 팀만이 참가하는 것이 아니고, 일본 축구 협회에서 규정한 추천 범위 및 작년 대회의 결과 등에 따라 준우승 팀도 참가할 자격이 주어진다. 컵 대회 격인 전국 사회인 축구 선수권 대회에서 우승한 팀도 결승 대회에 참가한다.
지역 리그 구단들은 각 지역의 컵 대회에서 우승을 하면, 이듬해 천황배에 참가할 자격을 얻는다.
현재 일본의 축구단 중에 일본 지역 리그를 거쳐본 적이 없는 구단들은 총 아홉개 구단이 있는데, 그들은:
- 일본 사커 리그 공동 창립 멤버 : 우라와 레드 다이아몬즈, 제프 유나이티드, 가시와 레이솔, 세레소 오사카, 산프레체 히로시마 (1965년 옛 리그 멤버)
- 독립 구단 : 시미즈 에스펄스 (1992년 창단 때부터 프로 구단)
- 직행 구단 : 요코하마 FC (1999년 JFL부터 참가)
- 흡수 구단 : 사간 도스 (1997년 JFL 참가 중이던 도스 퓨처스 흡수)
- 합병 구단 : 카탈레 도야마 (2008년 JFL의 알로즈 호쿠리쿠와 YKK AP FC가 합병)

이다.

## 리그 편성 (2017)

### 홋카이도 축구 리그
| 리그                                    | 구단                      | 연고지                |
| --------------------------------------- | ------------------------- | --------------------- |
| 홋카이도 축구 리그 北海道サッカーリーグ | 교쿠슈카이                | 홋카이도 아사히카와시 |
| 홋카이도 축구 리그 北海道サッカーリーグ | 노르브리츠 홋카이도       | 홋카이도 에베쓰시     |
| 홋카이도 축구 리그 北海道サッカーリーグ | 닛폰 익스프레스 FC        | 홋카이도 삿포로시     |
| 홋카이도 축구 리그 北海道サッカーリーグ | 도카치 FC                 | 홋카이도 오비히로시   |
| 홋카이도 축구 리그 北海道サッカーリーグ | 삿포로 슈큐               | 홋카이도 삿포로시     |
| 홋카이도 축구 리그 北海道サッカーリーグ | 삿포로 대학 골 플런더러스 | 홋카이도 삿포로시     |
| 홋카이도 축구 리그 北海道サッカーリーグ | 신일철주금 무로란         | 홋카이도 무로란시     |
| 홋카이도 축구 리그 北海道サッカーリーグ | 이와미자와 FC 호쿠슈카이  | 홋카이도 이와미자와시 |

### 도호쿠 사회인 축구 리그
| 리그                                             | 디비전        | 구단                   | 연고지                       |
| ------------------------------------------------ | ------------- | ---------------------- | ---------------------------- |
| 도호쿠 사회인 축구 리그 東北社会人サッカーリーグ | 디비전 1      | 간주 이와테            | 이와테현 모리오카시          |
| 도호쿠 사회인 축구 리그 東北社会人サッカーリーグ | 디비전 1      | 메리                   | 후쿠시마현 후쿠시마시        |
| 도호쿠 사회인 축구 리그 東北社会人サッカーリーグ | 디비전 1      | 모리오카 지브라        | 이와테현 모리오카시          |
| 도호쿠 사회인 축구 리그 東北社会人サッカーリーグ | 디비전 1      | 반디츠 이와키          | 후쿠시마현 이와키시          |
| 도호쿠 사회인 축구 리그 東北社会人サッカーリーグ | 디비전 1      | 블랑듀 히로사키        | 아오모리현 히로사키시        |
| 도호쿠 사회인 축구 리그 東北社会人サッカーリーグ | 디비전 1      | 센다이 사스케 FC       | 미야기현 센다이시            |
| 도호쿠 사회인 축구 리그 東北社会人サッカーリーグ | 디비전 1      | 신일철주금 가마이시 SC | 이와테현 가마이시시          |
| 도호쿠 사회인 축구 리그 東北社会人サッカーリーグ | 디비전 1      | 코발토레 오나가와      | 미야기현 오나가와시          |
| 도호쿠 사회인 축구 리그 東北社会人サッカーリーグ | 디비전 1      | 후지 클럽 2003         | 이와테현 하마사키시          |
| 도호쿠 사회인 축구 리그 東北社会人サッカーリーグ | 디비전 1      | FC 프리메이루          | 후쿠시마현                   |
| 도호쿠 사회인 축구 리그 東北社会人サッカーリーグ | 디비전 2 북부 | 미즈사와 클럽          | 이와테현 미즈사와시          |
| 도호쿠 사회인 축구 리그 東北社会人サッカーリーグ | 디비전 2 북부 | 사루타 고교            | 아키타현 아키타시            |
| 도호쿠 사회인 축구 리그 東北社会人サッカーリーグ | 디비전 2 북부 | 아키타 대학 메디컬 FC  | 아키타현 아키타시            |
| 도호쿠 사회인 축구 리그 東北社会人サッカーリーグ | 디비전 2 북부 | 아키타 FC 캄비아레     | 아키타현 아키타시            |
| 도호쿠 사회인 축구 리그 東北社会人サッカーリーグ | 디비전 2 북부 | 오미야 클럽            | 이와테현 모리오카시          |
| 도호쿠 사회인 축구 리그 東北社会人サッカーリーグ | 디비전 2 북부 | 오이라세 FC            | 아오모리현 오이라세시        |
| 도호쿠 사회인 축구 리그 東北社会人サッカーリーグ | 디비전 2 북부 | 도노 클럽              | 이와테현 도노시              |
| 도호쿠 사회인 축구 리그 東北社会人サッカーリーグ | 디비전 2 북부 | 하치가쿠다이 FC 2014   | 아오모리현 하치노헤시        |
| 도호쿠 사회인 축구 리그 東北社会人サッカーリーグ | 디비전 2 북부 | 호쿠토 은행            | 아키타현 아키타시            |
| 도호쿠 사회인 축구 리그 東北社会人サッカーリーグ | 디비전 2 북부 | TDK 신와카이           | 아키타현 니카호시            |
| 도호쿠 사회인 축구 리그 東北社会人サッカーリーグ | 디비전 2 남부 | 구레하 SC              | 후쿠시마현 이와키시          |
| 도호쿠 사회인 축구 리그 東北社会人サッカーリーグ | 디비전 2 남부 | 나카니이다 FC          | 미야기현 가미시              |
| 도호쿠 사회인 축구 리그 東北社会人サッカーリーグ | 디비전 2 남부 | 리코 산업 도호쿠       | 미야기현 시바타시            |
| 도호쿠 사회인 축구 리그 東北社会人サッカーリーグ | 디비전 2 남부 | 미카와 FC              | 야마가타현 미카와시          |
| 도호쿠 사회인 축구 리그 東北社会人サッカーリーグ | 디비전 2 남부 | 센다이 나카타 클럽     | 미야기현 센다이시 다이하쿠구 |
| 도호쿠 사회인 축구 리그 東北社会人サッカーリーグ | 디비전 2 남부 | 소마 SC                | 후쿠시마현 소마시            |
| 도호쿠 사회인 축구 리그 東北社会人サッカーリーグ | 디비전 2 남부 | 아이즈 올림푸스        | 후쿠시마현 아이즈와카마쓰시  |
| 도호쿠 사회인 축구 리그 東北社会人サッカーリーグ | 디비전 2 남부 | 이와키 후루카와 FC     | 후쿠시마현 이와키시          |
| 도호쿠 사회인 축구 리그 東北社会人サッカーリーグ | 디비전 2 남부 | 파라프렌테 요네자와    | 야마가타현 요네자와시        |
| 도호쿠 사회인 축구 리그 東北社会人サッカーリーグ | 디비전 2 남부 | DUOPARK.FC             | 미야기현 센다이시 이즈미구   |

### 간토 축구 리그
| 리그                              | 디비전   | 구단                     | 연고지                           |
| --------------------------------- | -------- | ------------------------ | -------------------------------- |
| 간토 축구 리그 関東サッカーリーグ | 디비전 1 | 도쿄 23 FC               | 도쿄 도 구부                     |
| 간토 축구 리그 関東サッカーリーグ | 디비전 1 | 도쿄 유나이티드 FC       | 도쿄도 분쿄구                    |
| 간토 축구 리그 関東サッカーリーグ | 디비전 1 | 베르페 다카하라 나스     | 도치기현 야이타시                |
| 간토 축구 리그 関東サッカーリーグ | 디비전 1 | 본즈 이치하라            | 지바현 이치하라시                |
| 간토 축구 리그 関東サッカーリーグ | 디비전 1 | 사이타마 SC              | 사이타마현 사야마시              |
| 간토 축구 리그 関東サッカーリーグ | 디비전 1 | 아리스 FC 도쿄           | 도쿄도 네리마구                  |
| 간토 축구 리그 関東サッカーリーグ | 디비전 1 | 요코하마 데케루          | 가나가와현 요코하마시            |
| 간토 축구 리그 関東サッカーリーグ | 디비전 1 | 유통경제대학 FC          | 이바라키현 류가사키시            |
| 간토 축구 리그 関東サッカーリーグ | 디비전 1 | 조이풀 혼다 쓰쿠바 FC    | 이바라키현 쓰쿠바시              |
| 간토 축구 리그 関東サッカーリーグ | 디비전 1 | 히타치 빌딩 시스템 SC    | 도쿄도 지요다구                  |
| 간토 축구 리그 関東サッカーリーグ | 디비전 2 | 가나가와 현 교인 SC      | 가나가와현 요코하마시 쓰루미구   |
| 간토 축구 리그 関東サッカーリーグ | 디비전 2 | 니혼코가쿠인 F・마리노스 | 가나가와현 요코하마시            |
| 간토 축구 리그 関東サッカーリーグ | 디비전 2 | 도난 마에바시            | 군마현 마에바시시                |
| 간토 축구 리그 関東サッカーリーグ | 디비전 2 | 도호 티타늄 SC           | 가나가와현 지가사키시            |
| 간토 축구 리그 関東サッカーリーグ | 디비전 2 | 도쿄 국제대학 FC         | 사이타마현 사카도시              |
| 간토 축구 리그 関東サッカーリーグ | 디비전 2 | 에스페란사 SC            | 가나가와현 요코하마시            |
| 간토 축구 리그 関東サッカーリーグ | 디비전 2 | 와세다 유나이티드        | 도쿄도 니시토쿄시                |
| 간토 축구 리그 関東サッカーリーグ | 디비전 2 | 요코하마 GSFC 코브라     | 가나가와현 요코하마시 호도가야구 |
| 간토 축구 리그 関東サッカーリーグ | 디비전 2 | FC 코리아                | 도쿄도                           |
| 간토 축구 리그 関東サッカーリーグ | 디비전 2 | TUY                      | 가나가와현 요코하마시            |

### 호쿠신에쓰 축구 리그
| 리그                                          | 디비전   | 구단                 | 연고지                |
| --------------------------------------------- | -------- | -------------------- | --------------------- |
| 호쿠신에쓰 축구 리그 北信越フットボールリーグ | 디비전 1 | '09 게이다이 FC      | 니가타현 가모시       |
| 호쿠신에쓰 축구 리그 北信越フットボールリーグ | 디비전 1 | 도미 아르티스타      | 나가노현 도미시       |
| 호쿠신에쓰 축구 리그 北信越フットボールリーグ | 디비전 1 | 도야마 신조 클럽     | 도야마현 도야마시     |
| 호쿠신에쓰 축구 리그 北信越フットボールリーグ | 디비전 1 | 사우르코스 후쿠이    | 후쿠이현 후쿠이시     |
| 호쿠신에쓰 축구 리그 北信越フットボールリーグ | 디비전 1 | 사카이 피닉스 FC     | 후쿠이현 사카이시     |
| 호쿠신에쓰 축구 리그 北信越フットボールリーグ | 디비전 1 | 일본 축구 대학       | 니가타현 세이로시     |
| 호쿠신에쓰 축구 리그 北信越フットボールリーグ | 디비전 1 | FC 안텔로프 시오지리 | 나가노현 시오지리시   |
| 호쿠신에쓰 축구 리그 北信越フットボールリーグ | 디비전 1 | FC 호쿠리쿠          | 이시카와현 가나자와시 |
| 호쿠신에쓰 축구 리그 北信越フットボールリーグ | 디비전 2 | '05 가모 FC          | 니가타현 가모시       |
| 호쿠신에쓰 축구 리그 北信越フットボールリーグ | 디비전 2 | 나카노 에스페란사    | 나가노현 나카노시     |
| 호쿠신에쓰 축구 리그 北信越フットボールリーグ | 디비전 2 | 아르티스타 그란데    | 나가노현 도미시       |
| 호쿠신에쓰 축구 리그 北信越フットボールリーグ | 디비전 2 | 우데다 젠션          | 나가노현 우에다시     |
| 호쿠신에쓰 축구 리그 北信越フットボールリーグ | 디비전 2 | 컵스 세이로          | 니가타현 세이로시     |
| 호쿠신에쓰 축구 리그 北信越フットボールリーグ | 디비전 2 | 테이헨스 FC          | 이시카와현 하쿠산시   |
| 호쿠신에쓰 축구 리그 北信越フットボールリーグ | 디비전 2 | 호쿠리쿠 대학 퓨쳐스 | 이시카와현 가나자와시 |
| 호쿠신에쓰 축구 리그 北信越フットボールリーグ | 디비전 2 | AS 자미네이루        | 니가타현 니가타시     |

### 도카이 사회인 리그
| 리그                                        | 디비전   | 구단                    | 연고지                |
| ------------------------------------------- | -------- | ----------------------- | --------------------- |
| 도카이 사회인 리그 東海社会人サッカーリーグ | 디비전 1 | FC 가리야               | 아이치현 가리야시     |
| 도카이 사회인 리그 東海社会人サッカーリーグ | 디비전 1 | 스즈카 언리미티드 FC    | 미에현 스즈카시       |
| 도카이 사회인 리그 東海社会人サッカーリーグ | 디비전 1 | FC 이세 시마            | 미에현 이세시         |
| 도카이 사회인 리그 東海社会人サッカーリーグ | 디비전 1 | FC 기후 세컨드          | 기후현 기후시         |
| 도카이 사회인 리그 東海社会人サッカーリーグ | 디비전 1 | 쥬쿄 대학 FC 나고야     | 아이치현 나고야시     |
| 도카이 사회인 리그 東海社会人サッカーリーグ | 디비전 1 | 도코하 대학 하마마쓰 FC | 시즈오카현 하마마쓰시 |
| 도카이 사회인 리그 東海社会人サッカーリーグ | 디비전 1 | 도요타 축구단           | 아이치현 도요타시     |
| 도카이 사회인 리그 東海社会人サッカーリーグ | 디비전 1 | 도카이 학원 FC          | 아이치현 미요시시     |
| 도카이 사회인 리그 東海社会人サッカーリーグ | 디비전 2 | 후지에다 시청 SC        | 시즈오카현 후지에다시 |
| 도카이 사회인 리그 東海社会人サッカーリーグ | 디비전 2 | 야자키 발렌테           | 시즈오카현 시마다시   |
| 도카이 사회인 리그 東海社会人サッカーリーグ | 디비전 2 | 가스가이 클럽           | 아이치현 가스가이시   |
| 도카이 사회인 리그 東海社会人サッカーリーグ | 디비전 2 | 도요타 산업 SC          | 아이치현 가리야시     |
| 도카이 사회인 리그 東海社会人サッカーリーグ | 디비전 2 | 나가라 클럽             | 기후현 기후시         |
| 도카이 사회인 리그 東海社会人サッカーリーグ | 디비전 2 | 나고야 SC               | 아이치현 나고야시     |
| 도카이 사회인 리그 東海社会人サッカーリーグ | 디비전 2 | 쥬쿄 대학 FC 도요타     | 아이치현 도요타시     |
| 도카이 사회인 리그 東海社会人サッカーリーグ | 디비전 2 | TSV1973 욧카이치        | 미에현 욧카이치시     |

### 간사이 축구 리그
| 리그                                | 디비전   | 구단                 | 연고지                |
| ----------------------------------- | -------- | -------------------- | --------------------- |
| 간사이 축구 리그 関西サッカーリーグ | 디비전 1 | 간다이 FC 2008       | 오사카부 스이타시     |
| 간사이 축구 리그 関西サッカーリーグ | 디비전 1 | 레이전드 시가 FC     | 시가현 모리야마시     |
| 간사이 축구 리그 関西サッカーリーグ | 디비전 1 | 반디톤세 카코가와    | 효고현 카코가와시     |
| 간사이 축구 리그 関西サッカーリーグ | 디비전 1 | 세인트 앤드류스 FC   | 오사카부 이즈미시     |
| 간사이 축구 리그 関西サッカーリーグ | 디비전 1 | 아르테리보 와카야마  | 와카야마현 와카야마시 |
| 간사이 축구 리그 関西サッカーリーグ | 디비전 1 | 아미티에 SC 교토     | 교토부 교토시         |
| 간사이 축구 리그 関西サッカーリーグ | 디비전 1 | 티아모 히라카타      | 오사카부 히라카타시   |
| 간사이 축구 리그 関西サッカーリーグ | 디비전 1 | 한난 대학 클럽       | 오사카부 마쓰바라시   |
| 간사이 축구 리그 関西サッカーリーグ | 디비전 2 | 가나다이 클럽 2010   | 오사카부 스이타시     |
| 간사이 축구 리그 関西サッカーリーグ | 디비전 2 | 교토 시코 클럽       | 교토부 교토시 기타구  |
| 간사이 축구 리그 関西サッカーリーグ | 디비전 2 | 다카사고 미네이루 FC | 효고현 다카사고시     |
| 간사이 축구 리그 関西サッカーリーグ | 디비전 2 | 디아블로사 나라 FC   | 나라현 야마토타카다시 |
| 간사이 축구 리그 関西サッカーリーグ | 디비전 2 | 라라냐 교토          | 교토부 교토시 우쿄구  |
| 간사이 축구 리그 関西サッカーリーグ | 디비전 2 | 레나이스 고카 FC     | 시가현 고카시         |
| 간사이 축구 리그 関西サッカーリーグ | 디비전 2 | 아인 푸즈 SC         | 오사카부 이즈미시     |
| 간사이 축구 리그 関西サッカーリーグ | 디비전 2 | 이지 02              | 효고현 아카시시       |

### 주고쿠 축구 리그
| 리그                                | 구단                              | 연고지                  |
| ----------------------------------- | --------------------------------- | ----------------------- |
| 주고쿠 축구 리그 中国サッカーリーグ | 데촐라 시마네                     | 시마네현 하마다시       |
| 주고쿠 축구 리그 中国サッカーリーグ | 마쓰에 시티 FC                    | 시마네현 마쓰에시       |
| 주고쿠 축구 리그 中国サッカーリーグ | 미쓰비시 모터스 미즈시마 FC       | 오카야마현 구라시키시   |
| 주고쿠 축구 리그 中国サッカーリーグ | 요나고 겐키 SC                    | 돗토리현 요나고시       |
| 주고쿠 축구 리그 中国サッカーリーグ | 파나소닉 오카야마                 | 오카야마현 오카야마시   |
| 주고쿠 축구 리그 中国サッカーリーグ | 하쓰카이치 FC                     | 히로시마현 하쓰카이치시 |
| 주고쿠 축구 리그 中国サッカーリーグ | 환태평양 대학                     | 오카야마현 오카야마시   |
| 주고쿠 축구 리그 中国サッカーリーグ | JX 닛폰 오일 & 에너지 미즈시마 FC | 오카야마현 구라시키시   |
| 주고쿠 축구 리그 中国サッカーリーグ | NTN 오카야마                      | 오카야마현 비젠시       |
| 주고쿠 축구 리그 中国サッカーリーグ | SRC 히로시마                      | 히로시마현 히로시마시   |

### 시고쿠 사회인 리그
| 리그                                | 구단               | 연고지                |
| ----------------------------------- | ------------------ | --------------------- |
| 시고쿠 사회인 리그 四国社会人リーグ | 고요 인장 기술     | 도쿠시마현 아이즈미시 |
| 시고쿠 사회인 리그 四国社会人リーグ | 고치 유나이티드 SC | 고치현 고치시         |
| 시고쿠 사회인 리그 四国社会人リーグ | 니쇼 클럽          | 에히메현 니하마시     |
| 시고쿠 사회인 리그 四国社会人リーグ | 다도쓰 FC          | 가가와현 도도쓰시     |
| 시고쿠 사회인 리그 四国社会人リーグ | 도쿠시마 셀레스테  | 도쿠시마현 도쿠시마시 |
| 시고쿠 사회인 리그 四国社会人リーグ | 야마스 고치 FC     | 고치현 고치시         |
| 시고쿠 사회인 리그 四国社会人リーグ | KUFC 난코쿠        | 고치현 고치시 난고쿠  |
| 시고쿠 사회인 리그 四国社会人リーグ | R.VELHO 다카마쓰   | 가가와현 다카마쓰시   |

### 규슈 축구 리그
| 리그                              | 구단                        | 연고지                |
| --------------------------------- | --------------------------- | --------------------- |
| 규슈 축구 리그 九州サッカーリーグ | 규슈 미쓰비시 모터스 FC     | 후쿠오카현 후쿠오카시 |
| 규슈 축구 리그 九州サッカーリーグ | 구마모토 교인 축구단        | 구마모토현 구마모토시 |
| 규슈 축구 리그 九州サッカーリーグ | 나카쓰                      | 오이타현 나카쓰시     |
| 규슈 축구 리그 九州サッカーリーグ | 나하                        | 오키나와현 나하시     |
| 규슈 축구 리그 九州サッカーリーグ | 데게바자로 미야자키         | 미야자키현 미야자키시 |
| 규슈 축구 리그 九州サッカーリーグ | 사가 LIXIL FC               | 사가현 가시마시       |
| 규슈 축구 리그 九州サッカーリーグ | 신일철주금 오이타 SC        | 오이타현 오이타시     |
| 규슈 축구 리그 九州サッカーリーグ | 오키나와 가이오 은행 SC     | 오키나와현 나하시     |
| 규슈 축구 리그 九州サッカーリーグ | 미쓰비시 중공업 나가사키 SC | 나가사키현 나가사키시 |
| 규슈 축구 리그 九州サッカーリーグ | J.FC 미야자키               | 미야자키현 미야자키시 |
| 규슈 축구 리그 九州サッカーリーグ | NIFS 가노야 FC              | 가고시마현 가노야시   |

## 같이 보기
- 일본 축구 협회